# Episema terracotta
Episema terracotta är en fjärilsart som beskrevs av Charles Boursin 1955. Episema terracotta ingår i släktet Episema och familjen nattflyn. Inga underarter finns listade i Catalogue of Life.